# Izolaționism (muzică)
Izolaționism-ul este un stil de muzică dark ambient, proeminent în anii 1990. Termenul a fost inventat de muzicianul britanic Kevin Martin. Jurnalistul David Segal s-a referit la aceasta ca la "vărul sinistru și antisocial al ambientului".

## Origini
Termenul "Izolaționalism", ca gen de muzică, a apărut pentru prima oară în presa scrisă într-un număr al revistei The Wire din septembrie 1993, care-l descrie pe acesta ca o formă de muzică fracturată, atenuată ce "îi îndepărtează" pe ascultători. Autorul articolului a fost muzicianul britanic Kevin Martin, cunoscut mai apoi pentru proiectele sale GOD și Techno Animal. John Everall, proprietarul casei de discuri Sentrax, plasează originile  muzicii "izolaționiste" în primele trupe de muzică industrial, krautrock, muzică ambient și în compozitorii experimentali, cum ar fi John Cage, compozitori non-experimentali, cum ar fi Karlheinz Stockhausen, si alții.
James Plotkin identifică lucrările ambient ale lui Brian Eno ca cea mai mare influență pentru scena izolaționistă, împreună cu muzica experimentală europeană, cum ar fi Illusion of Safety. După cum spune Plotkin: {{cquote|Eu chiar nu stiu ce s-a avut în vedere prin de izolaționism [...], deoarece cuprindea acest spectru larg de muzică care a variat de la ambient la muzica avant gard, chiar până la ceva mai agresiv - cum ar fi scena de Noise japonez. [...] [[Isolationism a fost o compilatie a celor de la Virgin Records și avea nevoie de un unghi de marketing. Iar [compilatorul] Kevin Martin a fost cu siguranță responsabil pentru expunerea unei cantități foarte mari de muzicieni, care altfel ar fi trecut neobservați, astfel cred că nu e deloc rău..}}